# Kōfu (domena feudalna)
Domena Kōfu (jap. 甲府藩 Kōfu-han) – han, czyli domena feudalna w prowincji Kai (obecnie prefektura Yamanashi).

## Daimyō w posiadaniu domeny Kōfu
- klan Kawajiri

1. Hidetaka

- klan Toyotomi

1. Hidekatsu

- klan ród Katō

1. Mitsuyasu

- klan Asano

1. Nagamasa
2. Yukinaga

- klan Tokugawa

1. Yoshinao
2. Tadanaga
3. Tsunashige
4. Ienobu

- klan Yanagisawa

1. Yoshiyasu
2. Yoshisato